# Ādīs Zemen
Ādīs Zemen är en ort i Etiopien.   Den ligger i regionen Amhara, i den nordvästra delen av landet, 400 km norr om huvudstaden Addis Abeba. Ādīs Zemen ligger 2 023 meter över havet och antalet invånare är 22 522.
Terrängen runt Ādīs Zemen är kuperad norrut, men söderut är den platt. Terrängen runt Ādīs Zemen sluttar söderut. Runt Ādīs Zemen är det ganska tätbefolkat, med 172 invånare per kvadratkilometer. Det finns inga andra samhällen i närheten. Trakten runt Ādīs Zemen består till största delen av jordbruksmark.